# Озаричанський заказник
Озарича́нський заказник — орнітологічний заказник місцевого значення в Україні. Об'єкт природно-заповідного фонду Сумської області. 
Розташований у межах Конотопського району Сумської області, між селами Лисогубівка та Озаричі, по обидва береги річки Сейм. 

## Загальні відомості
Площа 173,8 га. Створено згідно з рішенням Сумської обласної ради від 28.01.2003 року «Про розширення мережі об'єктів природно-заповідного фонду області місцевого значення». Перебуває у віданні: Кузьківська сільська рада, Присеймівська сільська рада, ДП «Конотопський агролісгосп» (кв. 16, вид. 5-12, 26-28, кв. 55, вид. 4-7). 

## Опис
Територія заказника являє собою прируслову частину заплави зі старицями, болотами, луками, лісами, чагарниками і руслом річки Сейм, з піщаними косами, починаючи від мосту на автодорозі Конотоп — Озаричі, протяжністю близько 2,5 км за течією. З рідкісних видів птахів трапляються кулик-сорока, нічниця водяна.
Озаричанський заказник входить до складу регіонального ландшафтного парку «Сеймський». 